# Красимир Бислимов
Красимир Бислимов е български футболист, защитник. Роден е на 26 февруари 1971 г. в Плевен. Висок е 183 см и тежи 79 кг. Играл е за Спартак (Плевен), Етър, Чавдар (Бяла Слатина), Велбъжд и Видима-Раковски. Носител на Купата на ПФЛ през 1995 г. с Етър. В А група има 164 мача и 8 гола. Бронзов медалист през 1999 и 2000 г. с Велбъжд. За националния отбор е изиграл 30 мачa. Сега е старши треньор на Спартак (Плевен) във Б група. От 2015 г. е старши треньор на Вихър (Славяново) във В група.

## Статистика по сезони
- Спартак (Плевен) - 1991/92 - Б група, 11 мача/0 гола
- Спартак (Плевен) - 1992/93 - Б група, 26/2
- Спартак (Плевен) - 1993/94 - Б група, 24/1
- Етър - 1994/95 - А група, 2/0
- Чавдар (Бяла Слатина) - 1995/ес. - В група, 17/1
- Спартак (Плевен) - 1996/пр. - - Б група, 19/3
- Спартак (Плевен) - 1996/97 - А група, 27/2
- Спартак (Плевен) - 1997/98 - А група, 29/2
- Спартак (Плевен) - 1998/ес. - Б група, 14/0
- Велбъжд - 1999/пр. - А група, 14/1
- Велбъжд - 1999/00 - А група, 21/0
- Спартак (Плевен) - 2000/01 - Б група, 17/1
- Спартак (Плевен) - 2001/ес. - А група, 4/0
- Видима-Раковски - 2002/пр. - Б група, 8/1
- Видима-Раковски - 2002/03 - Б група, 27/3
- Видима-Раковски - 2003/04 - А група, 25/0
- Видима-Раковски - 2004/05 - А група, 21/1
- Спартак (Плевен) - 2005/06 - Западна Б група, 25/3
- Спартак (Плевен) - 2006/07 - Западна Б група
- Вихър (Славяново) - 2015/2016 - Северозападна В група